# Gambelia (planta)
Gambelia é um género botânico pertencente à família Plantaginaceae. Tradicionalmente este gênero era classificado na família das Scrophulariaceae.
O género foi descrito por Thomas Nuttall e publicado em Proceedings of the Academy of Natural Sciences of Philadelphia 4(1): 7. 1848. A espécie-tipo é Gambelia speciosa Nutt.

## Espécies
O género tem 4 espécies descritas e aceites:
- Gambelia glabrata (Brandegee) D.A.Sutton
- Gambelia juncea (Benth.) D.A.Sutton
- Gambelia rupicola (Brandegee) D.A.Sutton
- Gambelia speciosa Nutt.